# Gąsin
Gąsin is een plaats in het Poolse district  Turecki, woiwodschap Groot-Polen. De plaats maakt deel uit van de gemeente Przykona en telt 220 inwoners.